# Henryk Pachulski
Henryk Pachulski (ur. 4 października 1859 w Łazach koło Siedlec, zm. 2 marca 1921 w Moskwie)  – polski kompozytor, pianista, pedagog.

## Życiorys
Studiował do 1876 w Instytucie Muzycznym w Warszawie grę na fortepianie u Rudolf Strobla oraz  harmonię i kontrapunkt u Stanisława Moniuszki, potem u Władysława Żeleńskiego . Następnie uczył się w Konserwatorium Moskiewskim kontynuując studia pianistyczne u Nikołaja Rubinsteina (1880–1881) i Pavla Pabsta (od 1882), a także studia kontrapunktu Antona Arienskiego. W 1885 otrzymał dyplom „artysty wyzwolonego”. W 1886, dzięki protekcji Piotra Czajkowskiego, został wykładowcą Konserwatorium w Moskwie, gdzie przez 35 lat (do końca swojego życia) prowadził klasę fortepianu, od 1916 jako profesor .
Działalność pianistyczną rozpoczął po ukończeniu studiów. Koncertwał w Warszawie, Moskwie i Petersburgu. W jego repertuarze znajdowały się kompozycje m.in. J.S. Bacha, Schumanna, Chopina, Liszta, Paderewskiego, Schuberta. Uczestniczył także w wykonywaniu muzyki kameralnej.
Jego brat Władysław Pachulski, również był pianistą i skrzypkiem oraz sekretarzem Nadieżdy von Meck i mężem jej córki Julii .

## Twórczość
W kompozycjach Pachulskiego zauważalne są wpływy wielu twórców — od Schumanna po Liszta, Czajkowskiego, Arienskiego i Taniejewa. Często posługiwał się techniką polifoniczną (np. Studia kanoniczne op. 26), w utworach fortepianowych stawiał wykonawcy znaczne wymagania techniczne. 
Skomponował około 100 utworów fortepianowych, m.in. Polonaise op. 5, Concert Etude op. 7, 2 sonaty — op. 10 i op. 27, liczne preludia, etiudy, walce, mazurki, impromptus. Pisał transkrypcje fortepianowe na 2 i 4 ręce utworów orkiestrowych i kameralnych, m.in. Czajkowskiego (IV, V i VI symfonia, Kaprys włoski, uwertura-fantazja Hamlet, Pezzo capriccioso op. 62, Sekstet smyczkowy „Souvenir de Florence” op. 70) oraz Antona Arienskiego (Kwartet smyczkowy G-dur), Władysława Żeleńskiego (Suita tańców polskich) i Stanisława Moniuszki (O matko moja). Ponadto napisał kilka utworów orkiestrowych, kameralnych i wokalnych.
Do najważniejszych jego kompozycji symfonicznych można zaliczyć Suitę op. 13, Marsz uroczysty op. 15 (napisany dla uczczenia 100. rocznicy urodzin Adama Mickiewicza) oraz Fantazję op. 17 na fort. i orkiestrę. Ponadto napisał kilka utworów kameralnych i wokalnych. Jego utwory wybrane nagrała m.in. Lubow Nawrocka (Henryk Pachulski – Piano Works 1, Acte Préalable, Warszawa 2008, AP0187)

## Dyskografia
- 2008 : Piano Works vol. 1 - Acte Préalable AP0187
- 2016 : Piano Works vol. 2 - Acte Préalable AP0361
- 2020 : Piano Works vol. 3 - Acte Préalable AP0487
- 2023 : Władysław & Henryk Pachulski • Rogowski • Szeluto • Rozbicki - String Quartets - Acte Préalable AP0565
- 2024 : Piano Works vol. 4 - Acte Préalable AP0584